# 현기증 (2014년 영화)
"현기증"은 2014년에 개봉한 대한민국의 영화이다.

## 캐스팅
- 김영애 : 순임 역
- 도지원 : 영희 역
- 송일국 : 상호 역
- 김소은 : 꽃잎 역
- 이민지 : 정혜 역
- 김학선 : 석주 역
- 김재화 : 명자 역
- 홍상표 : 형사 현종 역
- 양조아 : 순임주치의 선주 역
- 김근영 : 순임여동생 순영 역
- 서연경 : 불량학생 진경 역
- 박재한 : 변국사 정일 역
- 최유송 : 신경정신과의사 희옥 역
- 박세준 : 변태남 종철 역
- 홍정호 : 신입형사 정현 역
- 남연우 : 순영아들 슬호 역
- 정민결 : 20대 영희 역
- 김미란 : 간호사 혜민 역